# Camryn Rogers
Camryn Rogers (Richmond, 7 giugno 1999) è una martellista canadese, campionessa olimpica a Parigi 2024 e campionessa mondiale a Budapest 2023.
A livello giovanile ha vinto i Mondiali under 20 di Tampere nel 2018.

## Palmarès
| Anno | Manifestazione          | Sede       | Evento              | Risultato | Prestazione | Note |
| ---- | ----------------------- | ---------- | ------------------- | --------- | ----------- | ---- |
| 2016 | Mondiali U20            | Bydgoszcz  | Lancio del martello | 24ª (q)   | 53,58 m     |      |
| 2018 | Mondiali U20            | Tampere    | Lancio del martello | Oro       | 64,90 m     |      |
| 2019 | Giochi panamericani     | Lima       | Lancio del martello | 6ª        | 66,09 m     |      |
| 2021 | Giochi olimpici         | Tokyo      | Lancio del martello | 5ª        | 74,35 m     |      |
| 2022 | Mondiali                | Eugene     | Lancio del martello | Argento   | 75,52 m     |      |
| 2022 | Giochi del Commonwealth | Birmingham | Lancio del martello | Oro       | 74,08 m     |      |
| 2023 | Mondiali                | Budapest   | Lancio del martello | Oro       | 77,22 m     |      |
| 2024 | Giochi olimpici         | Parigi     | Lancio del martello | Oro       | 76,97 m     |      |